# André Cognard
André Cognard, né le 25 mars 1954 à Feurs, est un maître d'Aikido.

## Biographie
André Cognard commence le judo, le karaté et l'aïkido à l'âge de 12 ans. En 1975 il obtient son diplôme d’État de professeur de judo, aïkido, karaté et disciplines associées, option aïkido. Il pratique également le Kendo. Encore adolescent, il enseigne l’aïkido à un groupe d’adultes dans les dojos qu'il créé dans son département, à Feurs, à Balbigny, à Boen. Il rencontre Masamichi Noro et Nobuyoshi Tamura, élèves directs de Morihei Ueshiba. En 1973, à l'âge de 19 ans, il rencontre Hirokazu Kobayashi, également élève direct de Maître Ueshiba. Le jour même, il "décide de se consacrer à l'aïkido, complètement". André Cognard suit l’enseignement de Hirokazu Kobayashi jusqu’à la mort de celui-ci, en 1998.
André Cognard s’imprègne de la culture japonaise : il en apprend, au cours de ses voyages, la langue, les usages. Dix années de pratiques auprès de Hirokazu Kobayashi lui permettent de devenir son élève, dix autres font de lui son disciple et encore cinq, son successeur.
En 1982, André Cognard crée l’Académie Autonome d’Aikido, son école en Europe. L’enseignement de l’aikido y est dispensé selon la tradition mais, il est éclairé par des apports théoriques en sciences humaines, en particulier, en psychologie, en philosophie occidentale et orientale et en médecine.
En 1997 il crée, sur la proposition de Maître Kobayashi, un groupe international de recherche sur l’Aikido mettant en place une éthique et une déontologie dont le fondement est le respect de l’individu. Cette organisation, répartie à travers le monde, est nommée : Kokusai Aikido Kenshukai Kobayashi Hirokazu Ha, soit en français, Académie Internationale de Recherche sur l’Aikido Groupe Kobayashi Hirokazu. L’Académie Autonome d’Aikido, avec ses nombreux dojos regroupant plusieurs milliers de licenciés, représente cette école en France. Il existe des groupes importants appartenant à l’Académie internationale au Japon, en Italie, en Allemagne, et en Espagne, en Pologne, au Maroc, en Indonésie et en Inde.
En août 1998, à la mort de Maître Kobayashi, André Cognard reçoit de celui-ci la charge de diriger l’Académie Internationale.
En 2003, il ouvre à Bourg-Argental dans la Loire où il réside le Kobayashi Hirokazu Kinen Aikidojo, dojo dédié à son maître, et où se déroulent les stages de formation des enseignants de Kokusai Aikido Kenshukai. Aujourd'hui devenu le Kobayashi Ryu Hombu Dojo, c'est également un centre interculturel franco-japonais. À ce titre des manifestations culturelles et des stages d'enseignements d'arts japonais comme le kyudo (tir à l'arc), le shodo (la calligraphie) et le taiko (tambour) sont organisées.
André Cognard assure la succession de son maître au Japon où il enseigne régulièrement, en particulier à Kurayoshi et à Yonago. Il enseigne chaque année à l’automne dans le dojo historique de l'une des plus prestigieuses écoles de Kenjutsu, la Yagyu Shinkageryu.
André Cognard est membre de la Dai Nippon Butokukai, prestigieuse organisation gouvernementale japonaise des arts martiaux. Il a reçu de celle-ci le titre de Hanshi So Shihan.
En 2016, il reçoit le prix du ministère des Affaires étrangères du Japon, et 3AKH est reconnue « association d'amitié franco-japonaise ».
En 2022, selon la décision officielle de l'empereur du Japon, il est décoré de la médaille de l'Ordre du Soleil Levant, Rayon d'Argent, des mains du chef du bureau consulaire du Japon à Lyon, pour sa contribution à la promotion de l'Aikido, à la diffusion de la culture japonaise en France et dans le monde, ainsi qu'au développement de l'amitié franco-japonaise.